# Ernst Meissel
Pour les articles homonymes, voir Meisel.
Daniel Friedrich Ernst Meissel (né le 31 juillet 1826 à Eberswalde, dans le Brandebourg - mort le 11 mars 1895 à Kiel) est un astronome et mathématicien allemand, surtout connu pour ses travaux en théorie des nombres, notamment sur la fonction de compte des nombres premiers. 
Meissel fréquente le lycée Friedrich-Wilhelm à Berlin, obtient son Abitur en 1847 puis étudie les mathématiques avec Carl Gustav Jacobi et Johann Peter Gustav Lejeune Dirichlet à l'Université Humboldt de Berlin. Il obtient en 1850 son doctorat à Halle avec un travail intitulé De serie quaedam Jacobiana), puis il poursuit ses études à Berlin. En 1852, il est nommé professeur à l’École des mines. Il fut ensuite directeur de lycée.